# Alluvione del Brasile del 2011

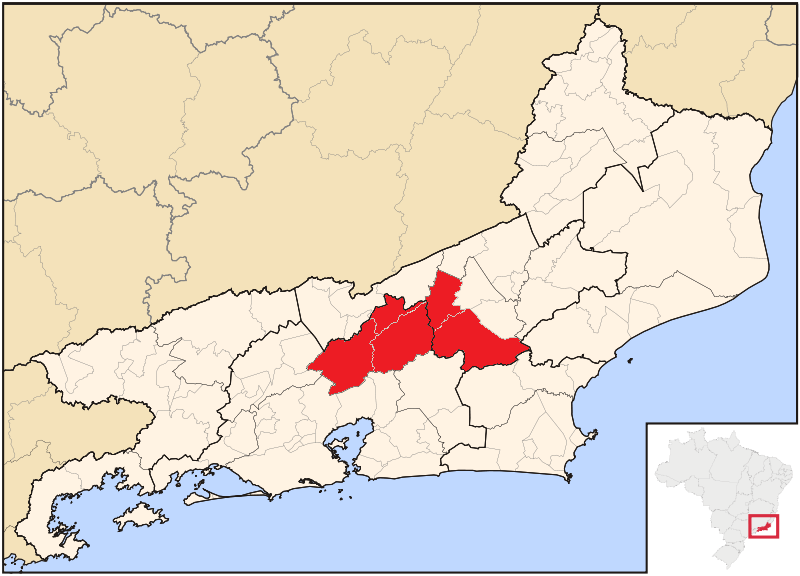
I comuni colpiti evidenziati all'interno dello stato

L'alluvione del Brasile del 2011 è una catastrofe naturale abbattutasi sullo Stato di Rio de Janeiro, in Brasile, a partire dall'11 gennaio 2011. Le forti piogge hanno provocato inondazioni, frane e smottamenti, causando la morte di 803 persone e lasciando oltre 14.000 sfollati. Il bilancio è incerto e potrebbe oltrepassare la quota di 1000 morti, mentre le piogge, previste fino al 19 gennaio, dovrebbero continuare a provocare dissesto idrogeologico.
Le località maggiormente colpite sono:
- Nova Friburgo con 287 morti;
- Teresópolis con 269 morti;
- Petrópolis con 56 morti;
- Sumidouro con 19 morti;
- São José do Vale do Rio Preto con 4 morti.

Il 15 gennaio, il presidente del Brasile Dilma Rousseff ha decretato un lutto nazionale di tre giorni e di sette giorni per lo Stato colpito.